# Armizonskoe
Armizonskoe (in russo Армизонское?) è un villaggio della Russia asiatica nell'oblast' di Tjumen'; è il centro amministrativo del rajon Armizonskij.
Si trova in una zona ricca di laghi, 242 km a sud-est di Tjumen'.